# Dakshin Rajyadharpur
Dakshin Rajyadharpur é uma vila no distrito de Hugli, no estado indiano de Bengala Ocidental.

## Demografia
Segundo o censo de 2001, Dakshin Rajyadharpur tinha uma população de 9303 habitantes. Os indivíduos do sexo masculino constituem 52% da população e os do sexo feminino 48%. Dakshin Rajyadharpur tem uma taxa de literacia de 77%, superior à média nacional de 59,5%: a literacia no sexo masculino é de 81% e no sexo feminino é de 72%. Em Dakshin Rajyadharpur, 10% da população está abaixo dos 6 anos de idade.